# Wacom
Wácom (яп. 株式会社ワコム Кабусики гайся Вакому) — транснациональная корпорация, являющаяся ведущим мировым производителем графических планшетов, сопутствующих компонентов и САПР для электротехнического проектирования. Штаб-квартира расположена в городе Кадзо префектуры Сайтама (Япония), зарубежные представительства — в США, Германии, Китае, Гонконге, Австралии, Сингапуре, Индии, Корее и Тайване.
Waсоm имеет бoлее 130 патентoв в oбласти передoвых технoлoгий ввoда. В 2016 году компания прoизвoдила ширoкий спектр цифрoвoй техники как для прoфессиoналoв, так и для дoмашних пoльзoвателей. На 2011 год доля рынка в Японии составляла 85,7 %, в мире — около 85 %.

## Продукты
- Intuos

Линейка Intuos (ранее Bamboo) ориентирована на любительский сегмент рынка.
Модельный ряд представлен Intuos Pen&Touch (А6 Wide), Intuos Fun Pen&Touch (A6 Wide и А5 Wide соответственно), Intuos Pen (А6 Wide). Все планшеты (кроме Intuos Pen) оснащены технологией сенсорного ввода multi-touch и имеют четыре программируемые клавиши ExpressKeys, а также ластик на конце пера. Все модели Intuos имеют 1024 уровня чувствительности к давлению (ранее 512 у Bamboo).
С четвёртого квартала 2013-го года линейка устройств Bamboo именуется как Intuos.
- Intuos Pro (ранее просто Intuos)

Intuos позиционируется как инструментарий для профессионалов в области живописи и дизайна. Последний в линейке продукт — Intuos Pro имеет 2048 уровней чувствительности к давлению, восемь клавиш ExpressKeys (шесть у модели Intuos Pro S) и программируемое круговое сенсорное меню. Все планшеты линейки распознают множественные касания пальцев (технология Multitouch). Планшет выпускается с различным размером активной рабочей области:
- Intuos Pro S 157×98 мм
- Intuos Pro M 224×140 мм
- Intuos Pro L Touch 325×203 мм
- Intuos4 XL 488×305 мм

С четвёртого квартала 2013-го года линейка устройств Intuos5 именуется как Intuos Pro.
- Cintiq

Cintiq совмещает в себе графический планшет и ЖК-монитор, что позволяет работать чувствительным к нажиму и наклону пером непосредственно на экране дисплея. Выпускается на базе технологии профессиональной линейки Intuos и представлен в вариантах:
- Cintiq 12WX (с диагональю экрана 30,73 см или ~12,1" на базе Intuos3, 1024 уровней чувствительности к давлению).
- Cintiq 13HD (с диагональю экрана 33,78 см или ~13,3" на базе Intuos5, 2048 уровней чувствительности к давлению).
- Cintiq 16FHD (с диагональю экрана 39,5 см или ~15,6", 8192 уровня чувствительности к давлению).
- Cintiq 22HD (с диагональю экрана 54,2 см или ~22" на базе Intuos5, 2048 уровней чувствительности к давлению).
- Cintiq 22HD touch (с диагональю экрана 54,2 см или ~22" на базе Intuos5, 2048 уровней чувствительности к давлению и сенсорным вводом Multitouch).
- Cintiq 24HD (с диагональю экрана 61 см или ~24" на базе Intuos5, 2048 уровней чувствительности к давлению).
- Cintiq 24HD touch (с диагональю экрана 61 см или ~24" на базе Intuos5, 2048 уровней чувствительности к давлению и сенсорным вводом Multitouch).

- PL

PL-планшет, как и Cintiq является ЖК-дисплеем с функцией перьевого ввода и предназначен, главным образом, для использования в офисе и ведения презентаций. Имеет чувствительность к 1024 уровням давления.
- Inkling

Inkling — представляет собой цифровое перо, дублирующее рисунки, сделанные чернилами на бумаге, в цифровом виде. Перо распознает 1024 уровня чувствительности к давлению.
- Sign&Save

Sign&save и sign&save | mobile — это компактные и надежные устройства, решения Plug & Play для получения подписей в рамках бизнес-процессов с учётом высокой эффективности рабочих процедур и уменьшения оборота бумажных документов, либо как стационарные устройства в офисе, либо переносные для тех, кто вынужден часто работать с документами вне офиса.
- STU

Планшеты для фиксации собственноручной биометрической подписи серии STU используются в системах выдачи УЭК, в системах выдачи карт медицинского страхования, а также в банках, страховых компаниях, сотовом ретейле для сокращения документооборота путём подписания документов в электронной форме. Для интеграции планшетов серии STU используются SDK от Wacom и программное обеспечения ряда сторонних производителей. STU выпускается в трех модификациях.
- Стилусы Bamboo Stylus

Три стилуса Bamboo Stylus предназначены для работы на большинстве планшетных компьютеров и мобильных приборов с ёмкостными сенсорными технологиями (например для Apple iPad):
- Bamboo Stylus Solo. Стилус со сменными мягкими наконечниками.
- Bamboo Stylus Duo. Стилус со сменными мягкими наконечниками и заменяемыми чернильными стержнями. Сочетание стилуса и шариковой ручки для идеальной работы как на планшете, так и на бумаге.
- Bamboo Stylus Pocket. Стилус со сменными мягкими наконечниками и складывающейся конструкцией. При необходимости раскладывается до полного удобного для руки размера.

Два других стилуса Bamboo Stylus предназначены для работы на мобильных устройствах поддерживающих технологию Wacom feel:
- Bamboo Stylus feel.
- Bamboo Stylus feel carbon.

## Технология
Планшеты Wacom используют запатентованную
 технологию (патент закончился), основанную на явлении электромагнитного резонанса. Планшет обеспечивает перо необходимой для работы энергией с помощью индуктивного резонанса, поэтому ни проводов, ни элементов питания перо не требует.
Под поверхностью планшета (либо LCD, в случае с Cintiq) находится печатная плата, представляющая собой матрицу из множества принимающе-передающих катушек и магнитный отражатель, размещённый под матрицей. В режиме передачи планшет генерирует электромагнитное поле с частотой 531 кГц. Данное поле вызывает колебания в LC-цепи пера, когда пользователь подносит его на достаточно близкое к планшету расстояние. Избыточная электромагнитная энергия отражается пером обратно в планшет. В режиме приёма резонансные колебания в цепи пера детектируются матрицей планшета. При помощи микросхемы цифровой обработки сигналов, размещённой в планшете, производится анализ сигнала от пера для определения его положения и наклона.
Дополнительно перо передаёт другую важную информацию, такую как степень нажатия на кончик, состояние кнопок пера и идентификатор. Изменяя давление на кончик пера, пользователь меняет параметры LC-цепи пера. Вызываемые изменения в сигнале от пера могут быть переданы в планшет аналоговым либо цифровым способом. В случае аналогового способа степень нажатия на кончик пера модулирует фазу сигнала, в случае же цифровой передачи перо передаёт планшету набор чисел. Перо возвращает информацию о состоянии пера компьютеру в виде пакетов с частотой до 200 раз в секунду.